# 欢乐干线
欢乐干线是中国广东省深圳市的一个架空游览车类游乐设施，以无人驾驶的单轨列车行走。线路为环线，全长3.88公里，共设有7个车站。游客于列车上可观赏锦绣中华、欢乐谷、世界之窗及中国民俗文化村等景点，於1999年2月16日开通运营，是中国第一条城市高架单轨旅游观光线路。目前为停运状态。

## 历史
欢乐干线于1997年开工建造。由于线路采用预制轨道块组装，仅用14个月便建成。1999年2月16日开通运营。建设之初的曾计划用于满足华侨城地区的局部交通需求，实际主要用于旅游观光。
为了建设深圳湾滨海生态景观带，曾有将欢乐干线将往南延伸的计划，但目前并无下文。

## 技术特性
欢乐干线包括一条长3.88公里的环形封闭运行线和一段长0.48公里的维修支线，全线共设有7个车站和1个维修车间（而車輛段鄰近僑城北站）。线路最大坡度15%，轨道梁宽500毫米，高700毫米，跨度15米。
系统全套设备由瑞士引进。列车为瑞士Intamin公司生产的P8/24型单轨列车，共有5列。每列有三节车厢，每节车厢可乘坐8人。列车采用380 V，50 Hz 交流供电，每列车配有4×15 kW的电动机和2×75 kW的变频器。正常情况下，有5列车同时在轨道上运行。

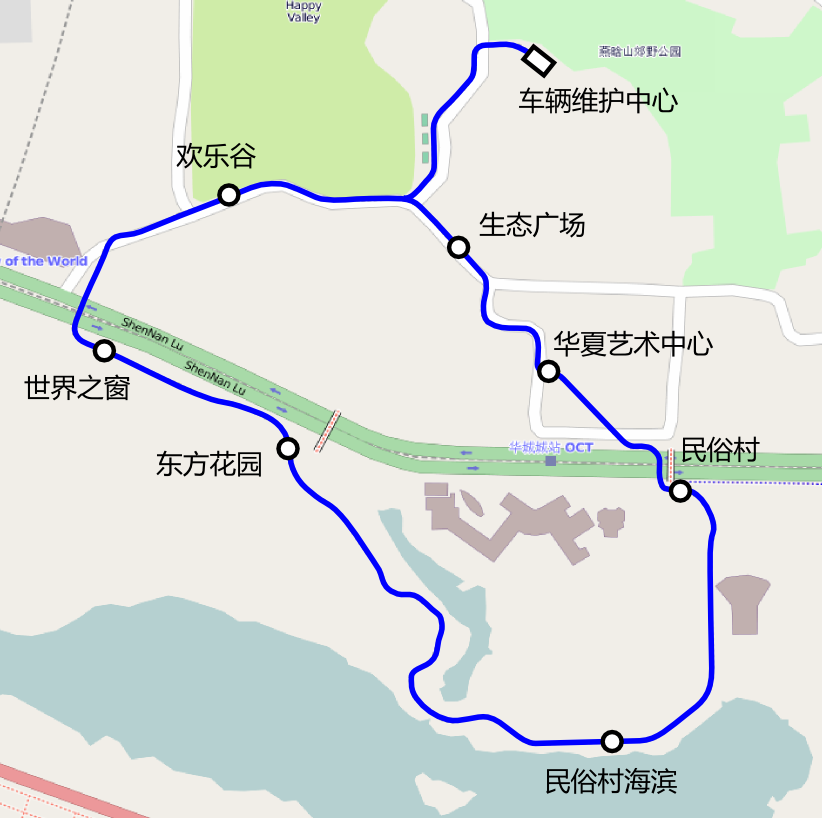
路线图

## 运营
欢乐干线的运营时间为平日9:30-18:30，周末9:00-19:00。实际行驶速度每小时20公里左右，列车环绕一周约需25分钟。票价为人民币50元。

## 事故及停运
2018年11月1日11时，欢乐干线因发生系统故障，导致共载有20余人的三号车和四号车相撞。事故造成一人头部受伤，一人腰部受伤，其他乘客不同程度轻伤。
深圳市质监委通报称，该架空单轨车为瑞士英特敏品牌，于1998年制造安装并投入运营，设计使用年限为20年，检验有效期及设计使用年限至2018年11月8日。事后深圳欢乐谷被深圳市南山区市场监管局给予行政处罚，罚款20万元。
在稍早前的7月份有媒体报导，欢乐干线计划于2018年10月底左右停运1年，进行轨道更新和车辆更替，但在事故发生后实际处于长期搁置与停运状态。